# Llwchwr
Llwchwr est une communauté et district électoral du Pays de Galles située dans la cité de Swansea. Avec Gorseinon, la communauté est jumelée avec la commune française de Ploërmel. 

## Localisation
La communauté est située 9 kilomètres au nord-ouest du centre-ville de Swansea (en).

## Démographie
Au recensement de 2011, on comptait 9 134 habitants, dont 16.4 % maîtrisaient le gallois. Le taux d'emploi était de 36.7 %,.
On y retrouve le club de football Garden Village A.F.C. (en).

## Administration
La communauté a son propre conseil administratif, qui comprend la ville de Loughor, le village de Kingsbridge (en), la portion sud-est de Gorseinon et Llewitha. 
Llwchwr est devenu un district électoral aux élections de 2022 (en), représenté par trois conseillers municipaux. Il était auparavant divisé parmi les districts électoraux de Garden Village (en), Kingsbridge, Lower Loughor (en) et Upper Loughor (en). De 1974 à 1996, Llwchwr fait partie du Borough de la Lliw Valley dans le comté du West Glamorgan, maintenant dissous.